# The Interview
The Interview ist eine von Sony Pictures Entertainment produzierte US-amerikanische Slapstick-Filmkomödie aus dem Jahr 2014 mit James Franco und Seth Rogen in den Hauptrollen. Der Film handelt von einem Mordkomplott der CIA gegen Nordkoreas Staatsoberhaupt Kim Jong-un im Rahmen eines Interviews durch einen US-amerikanischen Showmaster. Gedreht wurde in Kanada. Vor seiner Veröffentlichung löste der Film eine politische Kontroverse und Anschlagsdrohungen auf Kinogänger aus, die zu einer zeitweiligen Absage des Kinostarts von Sony Pictures führten. Schließlich wurde der Film ab dem 25. Dezember 2014 in 331 von geplanten 2000 bis 3000 Kinos aufgeführt sowie digital auf verschiedenen kostenpflichtigen VoD- und Videoportalen verfügbar gemacht. Im deutschsprachigen Raum erschien der Film Anfang Februar 2015 in den Kinos.

## Handlung
Der Boulevard-TV-Moderator Dave Skylark und sein Produzent Aaron Rapaport führen eine äußerst erfolgreiche Promi-Talkshow namens Skylark Tonight, in der sie berühmten Menschen überraschende Details ihres Lebens entlocken. Unter anderem gibt Eminem in ihrer Sendung an, nur Lieder über Sachen zu schreiben, die ihm Angst machen, und seine homophoben Texte schreibe er nur, weil er selbst homosexuell sei.
Aaron trifft einen alten Bekannten, der im ernsthaften Nachrichtengeschäft arbeitet und Skylarks Show für unwichtig erachtet. Daraufhin möchte Aaron seine Sendung auf eine seriösere Schiene bringen, etwa indem sie künftig Politiker einladen. Das bringt Dave auf die Idee, Nordkoreas Diktator Kim Jong-un, der ein Fan von Skylark Tonight ist, in seine Sendung einzuladen. Aaron stellt also eine Interviewanfrage, diese wird positiv beantwortet. Er wird zu einem Treffen in China eingeladen, um alles Weitere zu besprechen. Doch dort trifft er nicht, wie erwartet, Kim Jong-un persönlich, sondern seine attraktive Angestellte Sook. Rapaport hat ab diesem Moment nur noch Augen für sie. Dass bei diesem Treffen nicht viel „Zwischenmenschliches“ zwischen ihnen passiert, enttäuscht ihn.
Bevor sie ihre Reise antreten, werden sie vom Geheimdienst CIA in Person der attraktiven Agentin Lacey gebeten, auf Kim Jong-un einen Mordanschlag zu verüben. Dazu soll Skylark dem Diktator die Hand schütteln, während er einen rizingetränkten Klebestreifen in der Hand trägt. Skylarks eigener Plan, Kim lieber vor laufender Kamera zu erschießen, die Kugeln der Wachen mittels einer kugelsicheren Weste zu überleben und durch einen Tunnel zu flüchten, an dessen Ende SEAL Team Six bereit zur Evakuation wartet, um anschließend ein Buch darüber zu schreiben, wird vom Geheimdienst abgelehnt und die Vorbereitung des ursprünglichen Plans wird in die Wege geleitet.
Im Palast des Diktators angekommen, entdecken die Wachen das Rizinpflaster in Skylarks Gepäck und halten es für Kaugummi, da dieser das Gift entgegen der eigentlichen Abmachung in einer Kaugummi-Schachtel versteckt. Ein Wachmann kaut das Pflaster und zeigt am nächsten Tag Vergiftungssymptome. Da nun kein Rizin mehr da ist, schickt die CIA eine Drohne mit neuem Gift nach Nordkorea. Aaron holt es draußen ab, wird aber von einem Tiger bedroht. Schließlich wird er von Soldaten aufgegriffen und muss die Kapsel in seinem Rektum verstecken. Wieder im Palast, können Aaron und Dave das Rizin aus der Kapsel holen.
Auf einer ersten Rundfahrt warten einige Überraschungen auf sie: Vom gut gefüllten Supermarkt bis zum gut ernährten Jungen erscheint das Land unerwartet wohlhabend, auch der Diktator entpuppt sich gegenüber Skylark als guter und sympathischer Kumpel und zutiefst menschlich. Gemeinsam verbringen sie einen schönen Tag, fahren Panzer und hören Musik von Katy Perry. Kim gesteht Skylark einen tiefen Vaterkomplex. Skylark möchte Kim aufgrund seiner Sympathie für ihn nun nicht mehr töten, sodass Rapaport beschließt, Kim selbst umzubringen, wird jedoch von Skylark abgehalten.
Schließlich aber erkennt Skylark, dass sein Bild von Kim auf einer geschickt inszenierten Propaganda beruht, der eingangs gezeigte Wohlstand nur vorgespielt ist und Kim in seinem Wahn mit dem Gedanken spielt, als Demonstration seiner Macht die Vereinigten Staaten anzugreifen. Nach dieser Erkenntnis des wahren Wesens des Diktators ändert Skylark seine Meinung und schließt sich dem Plan, Kim umzubringen, erneut an. Dessen PR-Managerin Sook offenbart währenddessen gegenüber Rapaport Hass auf ihren Führer, warnt aber, dass der geplante Mordanschlag sie nicht zum Ziel führen werde. Vielmehr sollte der gottgleich verehrte Kim während des Interviews als schwacher Mensch entlarvt werden.
Die Entlarvung im Interview erfolgt später weniger durch die (im Film erwähnte) reale Faktenlage (Arbeitslager, Hungersnöte, Unterdrückung; siehe Menschenrechtssituation in Nordkorea), sondern durch das Aufzeigen von Kims Vaterkomplex. Somit zeigt der als Gott verehrte Führer menschliche Schwäche und der Personenkult um Kim wird gebrochen. Aus Hass auf seine Bloßstellung schießt er mit einer versteckten Pistole auf Skylark, welcher jedoch zunächst unbemerkt mittels einer kugelsicheren Weste überleben kann.
Skylark, Rapaport und Sook fliehen und kapern Kims Panzer. Es kommt zum Gefecht zwischen ihnen und Kim, in dessen Verlauf Kim mit seinem Kampfhubschrauber durch den von Skylark gelenkten Panzer abgeschossen wird, bevor Kim die nuklearen Interkontinentalraketen zum Abschuss freigeben kann. Nach Kims Tod bringt Sook sie zu einem Minentunnel, an dessen anderem Ende die beiden von SEAL Team Six in einem Schlauchboot gerettet werden. Sook bleibt in Nordkorea zurück, organisiert die friedliche Wende und freie Wahlen, Skylark und Rapaport werden in ihrer Heimat als Helden gefeiert.
In einem Epilog wird gezeigt, dass Skylark nun tatsächlich ein Buch über das Erlebte geschrieben hat und Vorlesungen gibt. Rapaport und Sook, die sich während der Ereignisse in Nordkorea verliebt haben, videochatten miteinander. In einer Fernsehsendung wird gezeigt, dass unter Sook die ersten demokratischen Wahlen in Nordkorea stattgefunden haben und das Land erstmals keine Diktatur mehr ist.

## Deutsche Synchronfassung
Die deutsche Synchronbearbeitung entstand bei Berliner Synchron in Berlin. Das Dialogbuch verfasste Nana Spier, die zugleich die Synchronregie führte.
| Darsteller        | Deutscher Sprecher | Rolle            |
| ----------------- | ------------------ | ---------------- |
| James Franco      | Kim Hasper         | Dave Skylark     |
| Seth Rogen        | Tobias Kluckert    | Aaron Rapaport   |
| Diana Bang        | Kaya Möller        | Sook Yung Park   |
| Lizzy Caplan      | Mareile Moeller    | Agent Lacey      |
| Charles Rahi Chun | Fang Yu            | General Jong     |
| Eminem            | Julien Haggège     | Eminem           |
| Randall Park      | Tobias Nath        | Kim Jong Un      |
| Timothy Simons    | Peter Lontzek      | Malcolm          |
| Reese Alexander   | Sven Gerhardt      | Agent Botwin     |
| James Yi          | Stefan Bergel      | Officer Koh      |
| Paul Bae          | Weijan-Liu         | Officer Yu       |
| Geoff Gustafson   |                    | Cole             |
| Alice Wetterlund  | Julia Stoepel      | Jackie           |
| Anesha Bailey     |                    | Janet            |
| Anders Holm       | Frank Schaff       | Jake             |
| Ving Rhames       | Tilo Schmitz       | Luther Stickell  |
| Kee Chan          | Lutz Riedel        | McCloys Chemiker |

## Veröffentlichung
Der Film hatte seine Weltpremiere am 11. Dezember 2014 in Los Angeles.
Nachdem viele große Kinoketten in den USA aus Sicherheitsgründen entschieden hatten, den Film nicht wie geplant am 25. Dezember in ihr Programm aufzunehmen, gab Sony am 17. Dezember bekannt, den Kinostart unter diesen Umständen nicht durchführen zu wollen. Kurze Zeit später gab Sony bekannt, keine weiteren Veröffentlichungspläne für den Film zu haben.
Am 19. Dezember 2014 widersprach Michael Lynton, Chef von Sony Pictures, der Absage. Der Film solle veröffentlicht werden, es sei lediglich die Kinoveröffentlichung abgesagt worden. Diese Aussage wurde am 22. Dezember 2014 von einem Anwalt von Sony im US-amerikanischen Fernsehen bestätigt. Er kündigte an, dass der Film verbreitet werden solle und dabei eine Direct-to-DVD-Veröffentlichung oder ein Verkauf an einen Video-on-Demand-Anbieter möglich sei, bislang jedoch kein Interessent auf Sony zugekommen sei. Auch eine kostenfreie Veröffentlichung auf YouTube sei nicht ausgeschlossen. Man wünsche sich, „dass die amerikanische Öffentlichkeit diesen Film sehen kann.“
Am 24. Dezember 2014 gab Sony Pictures bekannt, dass der Film wie geplant am ersten Weihnachtsfeiertag anlaufen werde, jedoch nur in mindestens 200 unabhängigen Kinos statt in geplanten 2000 bis 3000 Kinos. Außerdem kündigte Sony an, dass der Film auch im Internet zum Kaufen oder Ausleihen verfügbar sein solle, unter anderem auf YouTube, Google Play oder Xbox Video und auf einer eigens dafür eingerichteten Webseite. Die Veröffentlichung war jedoch zunächst auf den US-amerikanischen Markt beschränkt.
Am 25. Dezember 2014 wurde der Film in 331 unabhängigen Kinos sowie online veröffentlicht. Am ersten Tag nahm er eine Million Dollar ein.
Der Kinostart in Deutschland erfolgte, wie ursprünglich geplant, am 5. Februar 2015, in Österreich am 6. Februar.

## Rezeption

### Kontroversen

#### Proteste aus Nordkorea
Im Juli 2014 beschwerte sich der nordkoreanische UN-Botschafter Ja Song Nam beim UN-Generalsekretär Ban Ki-moon über die Handlung des geplanten Films. In der offiziellen Beschwerde hieß es, einen Film über die Ermordung eines amtierenden Staatsoberhaupts zu produzieren und zu veröffentlichen sei nicht nur eine „Kriegshandlung“, sondern auch eine „unverhohlene Unterstützung von Terrorismus“.
Nachdem sich US-Präsident Barack Obama für eine Veröffentlichung des Films ausgesprochen hatte und die Komödie wie geplant am 25. Dezember 2014 in einigen Kinos gestartet war, ließ die nordkoreanische Nationale Verteidigungskommission über einen Sprecher mitteilen, dass sich Obama „wie ein Affe in einem Urwald“ verhalte. Einem Festhalten der US-Regierung an ihrem „arroganten und verbrecherischen“ Kurs werde Nordkorea „mit unentrinnbaren tödlichen Schlägen begegnen“.

#### Hackerangriff auf Sony Pictures
Im November 2014 sah sich Sony Pictures einem Hackerangriff ausgesetzt, bei dem unveröffentlichte Filme sowie große Mengen interner Daten entwendet wurden. Dabei wurde auch der Film The Interview von den Servern des Unternehmens gestohlen. Die Hacker verlangten von den Sony-Bossen zunächst einen bislang unbekannten Geldbetrag. Nachfolgend wurde Sony von bislang Unbekannten erpresst, dass die Daten veröffentlicht würden, wenn der Film The Interview nicht zurückgezogen würde.
Am 16. Dezember 2014 drohte die bislang unbekannte Gruppierung Guardians of Peace mit Anschlägen auf Kinos, in denen der Film aufgeführt würde. Die Botschaft schloss mit den Worten „Erinnert euch an den 11. September 2001.“
Am 18. Dezember wurde im Internet die wohl heikelste Szene des Films geleakt, die den fiktiven Tod von Kim Jong Un zeigt. Sony sagte daraufhin die für den 18. Dezember geplante New-York-Premiere des Films ab. Die Hauptdarsteller Seth Rogen und James Franco sagten in der Folge alle geplanten Medienauftritte zur Promotion des Films ab.
US-Präsident Barack Obama ließ über seinen Sprecher ausrichten, dass er die Drohungen für eine „ernste Angelegenheit der nationalen Sicherheit“ halte. Es werde eine „angemessene Reaktion“ der US-Regierung geben.
Nach Ansicht des US-Senators John McCain schaffe die Entscheidung von Sony, den Film nicht zu veröffentlichen, einen „beunruhigenden Präzedenzfall“, der die Täter nur stärke und dazu ermutige, künftig die Cyber-Waffe noch aggressiver einzusetzen. McCains Parteifreund Newt Gingrich kommentierte die Ereignisse mit den Worten: „Diese Woche haben die USA ihren ersten Cyber-Krieg verloren“.
Am 19. Dezember 2014 beschuldigte die US-Regierung die nordkoreanische Regierung offiziell, für die Attacken verantwortlich zu sein, und kündigte entsprechende Konsequenzen an. Zudem kritisierte Barack Obama das Einknicken von Sony Pictures, denn „irgendein Diktator an irgendeinem Ort“ dürfe keine Zensur in den Vereinigten Staaten durchsetzen können.
Bis zum 20. Dezember 2014 war nicht geklärt, ob wirklich Nordkorea mit der Geheimdienstabteilung „Büro 121“ hinter dem massiven Diebstahl von Daten aus Sonys Firmennetzwerk steckte. Die Regierung in Pjöngjang wies die Vorwürfe wiederholt zurück und schlug den USA eine gemeinsame Untersuchung der Cyberattacken vor, andernfalls drohte auch sie mit „ernsthaften Konsequenzen“. Die US-Regierung akzeptierte diesen Vorschlag jedoch nicht und verschärfte am 2. Januar 2015 ihre Wirtschaftssanktionen gegen Nordkorea, die nun auch neue Strafmaßnahmen gegen zehn Regierungsvertreter und drei Organisationen und Firmen umfassen.
Am 15. Januar 2015 erklärte John McAfee, der Begründer des Computersicherheitsunternehmens McAfee, in einem Interview, dass er Kontakt zu den Hackern der Attacke auf Sony habe, deren Namen kenne und garantieren könne, dass Nordkorea nicht für den Hacker-Angriff auf Sony Pictures Entertainment verantwortlich sei. Die Anschuldigungen des FBI gegen Nordkorea seien nicht haltbar. Er werde die Namen der Hacker jedoch nicht preisgeben, da er kein „Nark“ (Spitzel) sein wolle. Die Hacker seien libertäre Bürgerrechtler, die die Einschränkungen und Restriktionen der Musik- und Filmindustrie auf die Kunst ablehnten. McAfee äußerte die Ansicht, dass die US-Regierung aufgrund der falschen Anschuldigungen des FBI ungerechtfertigte Sanktionen gegen Nordkorea verhängt habe.

### Kritiken
David Steinitz schrieb in der Süddeutschen Zeitung, dass Seth Rogen und sein Co-Autor Evan Goldberg, nachdem sie mit der Weltuntergangskomödie Das ist das Ende 2013 „schon eine ziemlich fiese Hollywood-Parodie vorgelegt hatten“, „nochmal einen Zahn zulegen“ würden: „natürlich geht es letztlich überhaupt nicht um Kim Jong Un, der sich am Ende doch als Depp erweist […], sondern darum, was Kino heute leisten könnte, wenn es wirklich will. Anarchie, Travestie, Slapstick […] bieten heute nur noch sehr wenige Filme.“ Der Film sei lustig – und vor allem viel mehr eine smarte Selbstparodie des US-Showbusiness als eine Herabwürdigung Nordkoreas. Jörg Buttgereit von epd Film urteilte dagegen, dass The Interview „eine hochmütige, respektlose Verunglimpfung des Diktators Kim Jong-un“ sei, „eine derbe Komödie, deren politische Relevanz und Originalität unter dem spätpubertären Fäkalhumor von Rogen und Franco“ leide. Der Film könne der entstandenen Erwartungshaltung infolge des politischen Trubels „unmöglich gerecht werden.“
Die mit der chinesischen Kommunistischen Partei verbundene Zeitung Global Times aus Peking kommentierte, auch China sei in Hollywood-Produkten in der Vergangenheit gelegentlich in einem negativen Licht dargestellt worden. Nun, da der chinesische Markt sich zu einer Goldgrube für US-Filme entwickelt habe, habe Hollywood damit begonnen, ein immer freundlicheres Gesicht zu zeigen, nur um mehr chinesische Zuschauer anzulocken. Der Film sei „ein Zeichen sinnloser kultureller Ignoranz“ der USA.
Wenige Tage nach der vorübergehenden Einstellung des Films durch Sony erreichte der Film eine Bewertung von 10 von 10 Sternen in der IMDb. Dazu aufgerufen hatte ein anonymer Nutzer am 19. Dezember 2014 auf dem Imageboard 4chan. Der Film erschien vermutlich aufgrund eines Algorithmus jedoch nicht in den Top 250. Mittlerweile hat The Interview eine Bewertung von 6,5 von 10 Sternen. Bei Metacritic erzielte der Film eine Bewertung von 52 von 100 Punkten.

## Trivia
- Ein immer wiederkehrendes Thema des Films ist das „Gehonigtopftwerden“, das Verführtwerden zu einer Handlung oder Meinung. Dies geschieht entweder durch eine schöne Agentin (vergleiche Romeo) oder die Propaganda Kim Jong-uns.

- Zudem sind zahlreiche Anspielungen auf Tolkiens Welt, den Handlungsort der Romane Der Hobbit und Der Herr der Ringe, enthalten.